# Те Канава, Кири
Кири Джанетт Клэр Те Канава (маори Kiri Jeanette Claire Te Kanawa, имя при рождении — Клэр Мэри Тереза Рострон, англ. Claire Mary Teresa Rawstron, род. 6 марта 1944, Гисборн, Новая Зеландия) — оперная певица  (лирическое сопрано). Член ордена Новой Зеландии, дама-командор ордена Британской империи, Компаньон ордена Австралии.

## Биография
Родилась от отца-маори Тиеки Ваватай и матери-ирландки Мэри Нолин Рострон, однако поскольку Ваватай был уже женат, мать Мэри настояла на том, чтобы девочку отдали на удочерение. Приёмная мать также была ирландка, а приёмный отец, Томас Те Канава, — маори. Приходится племянницей Диггересс Те Канаве. Получила образование в Оклендском колледже Святой Марии.
В августе 1967 года в Окленде Кири Те Канава познакомилась с Дезмондом Парком на свидании вслепую, через 6 недель они поженились. Пара усыновила двух детей, Антонию (1976) и Томаса (1979), развелись в конце 1990-х годов.
Первоначально была поп-певицей, выступала в клубах, в 1965 году стала победительницей конкурса Lexus Song Quest за исполнение арии Vissi d’arte из оперы «Тоска» Пуччини. Получив грант на продолжение музыкального образования, переехала в Лондон, где сделала карьеру на оперной сцене. Позднее выступала в крупнейших оперных театрах мира.
В 1981 году по радио и ТВ транслировалась ария «Let the Bright Seraphim» из оратории Samson Генделя, исполненная Кири Те Канава на свадьбе Принца Чарльза и Дианы Спенсер.
В 2003 году в своём интервью критически высказалась о зависимости народа маори от субсидий, что вызвало раздражение ряда влиятельных маорийцев. 
Сыграла эпизодическую роль австралийской певицы Нелли Мелба в сериале Аббатство Даунтон.

## Признание
Введена в Зал славы журнала Gramophone .

## Дискография
- Моцарт, Дон Жуан (1972), Донна Эльвира, Ковент-Гарден, дирижёр Колин Дэвис
- Бизе, Кармен (Carmen) (1975), Микаэла, Лондонский филармонический оркестр, дирижёр Георг Шолти
- Моцарт, Так поступают все женщины (1977)
- Моцарт, Волшебная флейта (1978)
- Джон Гей, Опера нищих (1981)
- Моцарт, Свадьба Фигаро (Le nozze di Figaro) (1981)
- Пуччини, Ласточка (1981)
- Verdi and Puccini Arias (1982) — две арии Пуччини, «O mio babbino caro» и «Chi bel sogno di Doretta» звучат в фильме «Комната с видом»
- Пуччини, Тоска (1984)
- Christmas with Kiri (1984)
- Гендель, Мессия (1984)
- Ave Maria (1984)
- Леонард Бернстайн, Вестсайдская история (1985)
- Рихард Штраус, Арабелла (1986)
- Гуно, Фауст (1986)
- South Pacific (1986)
- Пуччини, Манон Леско (1987)
- Кири исполняет песни Гершвина (Kiri Sings Gershwin) (1987)
- Моцарт, Так поступают все женщины (1988)
- Верди, Симон Бокканегра (1989)
- Моцарт, Волшебная флейта (1989)
- Вагнер, Тангейзер
- Иоганн Штраус II, Летучая мышь (1990)
- Portrait of Kiri Te Kanawa (1990)
- Моцарт, Свадьба Фигаро (1990)
- Рихард Штраус, Кавалер розы (1990)
- Моцарт, Директор театра (1990)
- Рихард Штраус, Четыре последних песни
- Пётр Чайковский, Евгений Онегин (1992)
- Верди, Травиата (1992), Виолетта, Флорентийский музыкальный май, дирижёр Зубин Мета
- Kiri Sidetracks (1992)
- Моцарт, Большая месса до минор
- Пуччини, Богема (La bohème) (1994)
- Рихард Штраус, Каприччио
- French Songs and Arias (1997)
- Maori Songs (1999)
- Kiri — The Best Of (2001)
- The Very Best Of (Kiri Te Kanawa album) (2003)
- Kiri Sings Karl (2006)
- Waiata (2013)